# Nikołaj Murzin
Nikołaj Nikołajewicz Murzin, ros. Николай Николаевич Мурзин (ur. 23 listopada 1886 r. w Kursku, zm. 16 grudnia 1978 r. w Nowym Jorku) – rosyjski wojskowy (pułkownik), dowódca pododdziału artylerii 3 pułku Rosyjskiego Korpusu Ochronnego podczas II wojny światowej.
W 1905 r. ukończył korpus kadetów w Chabarowsku, zaś w 1908 r. – konstantynowską szkołę artyleryjską. Służył w lejbgwardii 3 brygady artylerii. Brał udział w I wojnie światowej jako oficer lejbgwardii 1 dywizjonie moździerzowo-artyleryjskim, a następnie w wojnie domowej z bolszewikami. Po ewakuacji wojsk białych z Krymu do Gallipoli w listopadzie 1920 r., zamieszkał w Bułgarii, a następnie w Jugosławii. W okresie II wojny światowej podjął współpracę z Niemcami. Został dowódcą pododdziału artylerii w 3 pułku Rosyjskiego Korpusu Ochronnego. Po zakończeniu wojny przebywał w Austrii, a następnie wyemigrował do USA, gdzie zmarł 16 grudnia 1978 r.